# Centre de recherche américain en Égypte
Pour les articles homonymes, voir ARCE.
Le Centre de recherche américain en Égypte (American Research Center in Egypt, ARCE) est une institution universitaire dédiée à soutenir la conservation des antiquités égyptiennes et la recherche en égyptologie, coptologie et toutes les périodes de l'histoire égyptienne.

## Historique
L'ARCE a été fondée en 1948 à Boston par Edward W. Forbes, le directeur du musée Fogg à l’université Harvard, et Sterling Dow, alors président de l'institut archéologique américain, avec l'intention de créer un centre de recherche en Égypte sur le modèle d'institutions similaires en Grèce et à Rome. Le siège égyptien du centre a ouvert en 1951 dans un bureau à l'Office d'information et d'éducation des États-Unis à l'ambassade des États-Unis en Égypte. Tout au long de ses premières années, le centre a reçu un financement important du département d'État des États-Unis. En 1962, la première édition du Journal de l'American Research Center en Égypte a été publié. Tous les employés américains ont été évacués d'Égypte au cours de la guerre des Six Jours, mais sont revenus après la cessation des hostilités, même si les États-Unis et l'Égypte n'avaient pas repris des relations diplomatiques normales jusqu'en 1974. À la suite de tremblements de terre dévastateurs en 1992, l'ARCE a été choisi par l'United States Agency for International Development (USAID) pour administrer une initiative financée par l'Amérique pour restaurer les dommages causés au patrimoine culturel de l'Égypte.

## Activités actuelles
Le siège égyptien de l'ARCE est actuellement dans le quartier de Garden City du Caire avec une succursale à Louxor. Le siège social aux États-Unis est actuellement à San Antonio, au Texas. Le Centre du Caire dispose d'une bibliothèque de structures spécialisées de recherche et des conférences et est conçu comme une base pour les universitaires en provenance des États-Unis et ailleurs pour effectuer des recherches en Égypte. L'ARCE organise également un programme d'été pour les étudiants universitaires qui étudient l'arabe et accorde des bourses pour la recherche en Égypte et travaille avec le Conseil suprême des Antiquités égyptiennes et de ses membres institutionnels en matière de conservation et de fouille archéologique en Égypte, avec les projets en cours : El Kab, l'enceinte de Mout, le Monastère Rouge, le temple de Khonsou, le temple de Louxor, le temple de Ramsès II à Abydos et la mosquée d'al-Aslam Silahdar au Caire. En plus du Journal de l'ARCE, le Centre publie des monographies scientifiques sur des sujets liés à la culture égyptienne et l'histoire. Aux États-Unis, l'objectif des sections locales de l'ARCE est d'accroître l'intérêt et la compréhension de l'histoire égyptienne et de la culture auprès du grand public.

## Affiliation institutions
L'ARCE est partiellement financé par des institutions affiliées et coopère avec elles dans des projets à grande échelle en Égypte. Les institutions affiliées sont :
- l'université américaine du Caire
- l'université Brigham-Young
- le British Museum
- le Brooklyn Museum
- l'université de la Colombie-Britannique
- l'université Brown
- l'université de Californie à Berkeley
- l'université de Californie à Los Angeles
- l'université Emory
- l'université Harvard
- l'université Johns-Hopkins
- le Metropolitan Museum of Art
- l'université du Michigan
- le musée des Beaux-Arts de Boston
- l'université de New York
- l'université Notre-Dame
- l'institut oriental de Chicago
- l'université de Pennsylvanie
- l'académie polonaise des sciences
- l'université de Princeton
- l'université du Texas
- l'université de Toronto
- l'université Yale.